# Teutobod

Las migraciones de los teutones y los cimbros.
Derrotas de cimbros y teutones.
Victorias de cimbros y teutones.

Teutobod (o Theudobod) fue un rey de los teutones, una tribu germánica que junto a los cimbros invadió la República romana en la Guerra cimbria, obteniendo una espectacular victoria en la batalla de Arausio en 105 a. C. Fue capturado en la batalla de Aquae Sextiae.
Al final del siglo II a. C., junto con sus vecinos, aliados y posibles parientes, los cimbros, los teutones migraron de su país original en la Escandinavia meridional y la península de Jutlandia, hacia el sur por el valle del Danubio, la Galia meridional y la Italia septentrional. Cuando comenzaron a internarse en las tierras de Roma (Julio César, en su De bello Gallico, informa que los boyos fueron los que atacaron Nórico), el inevitable conflicto que surgió se llamó Guerra cimbria. Los cimbros (bajo su rey Boiorix) y los teutones ganaron las batallas del principio de la guerra, derrotando a tribus aliadas con los romanos y destruyendo a un gran ejército romano en la batalla de Arausio en 105 a. C. Pero Roma se reorganizó y reagrupó bajo el cónsul Cayo Mario. En 104 a. C., los cimbros dejaron el valle del Ródano para saquear Hispania, mientras que los teutones permanecieron en la Galia, fuertes todavía pero no lo suficientemente poderosos para marchar sobre Roma por su cuenta. Esto dio tiempo a Mario para construir un nuevo ejército y en 102 a. C. avanzó contra los teutones. En la batalla de Aquae Sextiae, los teutones fueron virtualmente aniquilados y Teutobod con ellos, según consta 20 000 de los suyos fueron capturados. Después de esto, él y su tribu abandonaron la historia. Es muy probable que él fuera enviado a Roma para una procesión triunfal para celebrar su derrota, y entonces fuera ejecutado ritualmente después. En los años siguientes, los cimbros sufrirían un destino similar en la batalla de Vercelas, donde sus caudillos Caesorix y Claodicus fueron capturados, y Boiorix y Lugius asesinados.